# Jeremy Colliton
Jeremy Colliton, född 13 januari 1985, är en kanadensisk ishockeytränare och före detta spelare som är huvudtränare för Chicago Blackhawks i NHL.

## Spelarkarriär
Den 9 januari 2014 var Colliton tvungen att avsluta sin spelarkarriär på grund av långvariga sviter efter en hjärnskakning.

## Tränarkarriär

### Mora IK
Mora meddelade den 15 januari 2014 att Colliton tillfälligt tagit över rollen som lagets huvudtränare. Efter att ha uppvisat bra resultat skrev Mora ett tvåårskontrakt med Colliton som huvudtränare.
Den 1 april 2017 avancerade Mora IK till SHL med Colliton som tränare. Den 10 april meddelande Colliton att han slutar som tränare för laget efter tre och en halv säsong för att flytta tillbaka till Nordamerika.

### Rockford IceHogs
Han tog över som huvudtränare för Chicago Blackhakws farmarlag Rockford IceHogs inför säsongen 2017–18 och tog laget till sin första semifinal någonsin i Calder Cup. Han var också ligans yngsta tränare.

### Chicago Blackhawks
När Joel Quenneville sparkades som huvudtränare för Chicago Blackhawks den 6 november 2018 kallades Colliton upp som ersättare och blev därmed NHL:s yngsta huvudtränare, endast 33 år gammal.